# István Balázs
István Balázs (ur. w 1907) – węgierski bokser, brązowy medalista Mistrzostw Europy z roku 1927. W walce o brązowy medal pokonał reprezentanta Szwecji Selfrida Johanssona.